# 春の雪 (KCOの曲)
春の雪（はるのゆき）は、KCOのシングルである。

## 解説
globeのKEIKOがエイベックスからユニバーサルミュージックへ移籍。本作は移籍第一号で、ソロとしては通算2枚目のシングル。このシングルよりアーティストネームをKCOへ表記変更した。
元は「Snow Story」というタイトルで2008年1月23日に発売予定であった。発売延期後の当初のタイトルは「Spring Snow」であったが、日本語タイトルへ変更された。

## 収録曲
全作曲・編曲:小室哲哉
1. 春の雪
  - 作詞:小室哲哉/KCO
2. Mobile Emotion
  - 作詞:小室哲哉
3. 春の雪（inst.）
4. Mobile Emotion（inst.）
5. SELFISH -TK REMIX- ※CD未収録　iTunesでアルバム購入のボーナストラック。